# Bruno Tocanne
 (avril 2025).
Si vous disposez d'ouvrages ou d'articles de référence ou si vous connaissez des sites web de qualité traitant du thème abordé ici, merci de compléter l'article en donnant les références utiles à sa vérifiabilité et en les liant à la section « Notes et références ».
Bruno Tocanne, né en 1955 à Paris, est un batteur de jazz français.

## Biographie
Déjà sur scène à la fin des années 1970 dans des groupes plutôt pop-rock comme « Chanvre Mou » puis « Moving » avec Didier Thibault (Moving Gelatine Plates) ou en compagnie du pianiste Laurent Cugny qu'il a rencontré au lycée, il commence à s'intéresser au jazz et aux musiques improvisées.

### Années 1980
Il joue en trio, quartet, et dans le big band Lumière de Laurent Cugny, avant de se produire en trio avec Michel Benita (b) et Manuel Villaroel (p), Serge Lazarevitch (g) et Jean-Philippe Viret (b). Il joue au Concours national de jazz de la Défense en 1980 avec le trio « Palindrome », tourne en Europe et au Canada avec l'Orchestre sympathique de Montréal (1982/1985) en compagnie de Michel Saulnier (b) et Jean Vanasse (vib) (Québec). Il joue aussi en trio avec Hugh Hopper (bassiste de Soft Machine) et Patrice Meyer (g), ou avec le quartet de la chanteuse Anne Ducros.

### Années 1990
En 1991 il participe au disque du quartet « Hors Série » en compagnie de Michel Saulnier (b), Philippe Sellam (sax) et Sophia Domancich (p). En 1992, il joue avec le trio de Sophia Domancich en compagnie du bassiste Paul Rogers (Royaume-Uni), avant de cofonder le collectif « Polysons » avec Jean-Rémy Guédon (sax) et Serge Adam (tp). Puis il enregistre, en compagnie de Paul Rogers (b), Sophia Domancich (p) et Eric D'Enfert (sax), l'album Bruno Tocanne Réunion. Il se produit ensuite avec le même groupe mais cette fois en compagnie de Malo Vallois (sax), Laurent Dehors (cl), Daniel Casimir (tb), Pierre « Tiboum » Guignon (perc), et Denis Badault (p).

### Depuis 1998
Bruno Tocanne quitte la région parisienne pour s'installer dans un village de Rhône-Alpes et rencontre Yves Bleton de l'association Agapes à Lyon, qui lui propose une résidence à l'Élysée (salle de cinéma et de théâtre à Lyon) en compagnie de Catherine Delaunay (cl) et de Pierre Badaroux (b). Au cours de cette résidence ils vont inviter, entre autres, Louis Sclavis, Alain Blesing, Régis Huby, Lucia Recio, et Emmanuel Bex.
Il enregistre en duo avec Catherine Delaunay en 2000 et parcourt avec cette formation les scènes de jazz en France et à l'étranger (Pologne, Japon, Québec, Ukraine). Il lui arrive aussi d'improviser en duo en concert avec le pianiste Denis Badault. Il fonde le réseau imuzzic en 2000, dont il est le directeur artistique, et initie et participe à ses créations : Mots d'Algérie, Panique(s) en hommage à Roland Topor, Octobre, L'Homme à la Caméra sur un film de Dziga Vertov, Les bergers fous de la rébellion avec John Greaves, Round about 68  avec Hasse Poulsen (g). Dans la foulée, il fonde le « Trio Résistances » avec lequel il enregistre trois albums en compagnie de Lionel Martin (sax) et Benoît Keller (b) (tournées en Roumanie, Irlande, Canada).
En 2007 il se lance dans une série de « New Dreams » ce qui l'amène à enregistrer en trio avec Lionel Martin et Rémi Gaudillat (tp), puis en 2008 avec Quinsin Nachoff, saxophoniste et clarinettiste américain, l'album 5 New Dreams  (Nachoff - Tocanne Project).
En 2010 sort l'album  4 New Dreams! enregistré avec Michael Bates (b), Samuel Blaser (tb) et Rémi Gaudillat (tp), après une tournée en Asie du Sud-Est (Chine, Hong Kong, Corée). Il fonde le grand orchestre « Libre Ensemble » dont l'album sortira en décembre 2010.
Les années 2014-2018 verront naître deux projets emblématiques avec une relecture de l'opéra de Carla Bley Escalator Over The Hill (album Over The Hills) et Sea Song(e)s inspiré de l'œuvre de Robert Wyatt Rock Bottom.
Bruno Tocanne s'est également produit occasionnellement avec de nombreux musiciens comme Dave Burell, Steve Potts, David Lewis (États-Unis), Itaru Oki (de), Takayuki Kato, Nobuyoshi Ino (Japon), Yuri Kusnetsov (Ukraine), Vladimir Volkoff (Russie), Francesco Bearzatti, Enzo Rocco (Italie), Patrick Charbonnier, Fred Roudet, Khaled Ben Yahia, Nacim Brahimi, Didier Lockwood, Hubert Dupont, Jean-Christophe Cholet, François Méchali, Zool Fleischer, François Thuillier, Jean-Luc Ponthieux, Charles Loos, Denis Leloup, Jean Bolcato, Jean Méreu, Guy Villerd (ARFI), Éric Brochard, Daniel Huck.
Formations au sein desquelles il s'est produit et a enregistré entre 2000 et 2024 :
- 2000 : Trio Résistances: Tocanne-Martin-Keller
- 2007 :  I. Overdrive Trio[6] : « Hommage à Syd Barrett » avec Philippe Gordiani, Rémi Gaudillat, Bruno Tocanne  New Dreams Now! (Tocanne-Martin -Gaudillat)
- 2008 :  Nachoff-Tocanne Project[5] (New York-Canada-France), avec Quinsin Nachoff, Rémi Gaudillat, Fred Roudet, Lionel Martin, Bruno Tocanne (Cristal Records)  Mad Kluster[7] avec Alain Blesing-Fred Roudet-Benoît Keller-Bruno Tocanne  Call it Anything, Rémi Gaudillat 4tet avec Fred Meyer, Benoît Keller, Bruno Tocanne
- 2017-2024
- Ça n'empêche pas le vacarme, Didier Freboeuf (piano) Bruno Tocanne
- L'impermanence du doute, Alain Blesing (guit), Bruno Tocanne
- Juillet 94 Marcel Kanche, Fred Roudet (tpte), Bruno Tocanne
- Sea Song(e)s avec Sophia Domancich, Antoine Läng et Rémi Gaudillat, librement inspiré de l'univers du Rock Bottom de Robert Wyatt
- In a Suggestive Way avec Russ Lossing, concerts avec Sophia Domancich et Daniel Erdmann,
- Over The Hills d'après l'Opéra-programme Escalator Over The Hill de Carla Bley,
- Canto de Multitudes avec Rémi Gaudillat et Lucia Recio, d'après le Canto General de Pablo Neruda
- Bruno Tocanne « 4 new dreams ! » avec Michael Bates, Samuel Blaser et Rémi Gaudillat (IMR)
- Le Libre Ensemble, avec Fred Roudet, Damien Sabatier, Rémi Gaudillat, Benoît Keller, Fred Meyer, Philippe Gordiani, Bruno Tocanne (IMR)

### Ciné concerts
Bruno Tocanne met en musique en direct le film L'Homme à la Caméra de Dziga Vertov (1929) (création en 2001).

### Vidéo concerts
Adepte des projets trans-disciplinaires, il a participé ou imaginé un certain nombre de spectacles mêlant vidéo, textes, danse et musique comme :
- Round About 1968[9] : Trio Tocanne - Martin - Gaudillat + Hasse Poulsen, sur des images du VJ Nico Tico - XLR project (création en 2008).
- Les bergers fous de la rébellion[10] : Vidéo- musique - textes sur la Beat Generation avec John Greaves sur des images du VJ Nico Tico - XLR project (création en 2006).
- Panique(s) : textes et musique sur Roland Topor en compagnie de Denis Badault (création en 2002).

## Discographie
- 2020 L'impermanence du doute Alain Blesing, Bruno Tocanne - Petit Label
- 2017 Sea Song(e)s, Sophia Domancich, Antoine Läng, Rémi Gaudillat - Cristal Records
- 2014 Over The Hills, Tocanne - Santacruz imuZZic Grand(s)Ensemble - IMR label
- 2013 : In a Suggestive Way[11] Bruno Tocanne 4tet
- 2012 : Et un mec vint d'Outre Saison[12] I.Overdrive trio - Marcel Kanche, Cristal Records
- 2012 : Remedios la belleHenri Roger - Bruno Tocanne, Petit Label
- 2011 : Libre(s)ensemble [13] Le Libre Ensemble, IMR
- 2010 : 4 New Dreams ! [11], Bruno Tocanne 4tet, IMR
- 2009 : Call It Anything[14], Rémi Gaudillat 4tet, imuZZic
- 2008 : 5 New Dreams[5] Quinsin Nachoff : Bruno Tocanne Project, Cristal Records
- 2008 : Hommage à Syd Barrett[6]: I. Overdrive trio (Gordiani, Gaudillat, Tocanne), Cristal Records
- 2007 : New Dreams Now![4] (Tocanne, Martin, Gaudillat), Cristal Records
- 2008 : Passeur de temps[15] (Jean-Paul Hervé, Bruno Tocanne), Petit Label
- 2006 : États d'urgence[16] (trio Résistances : Tocanne, Martin, Keller), Cristal Records
- 2004 : Global Songs[17], (trio Résistances : Tocanne, Martin, Keller), Cristal Records
- 2004 : Cœur de lune : Y'en a qui manquent pas d'air (Catherine Delaunay), Nocturne
- 2002 : Résistances[17] (Tocanne, Martin, Keller), Agapes
- 2000 : Tocade(s)[18] (Catherine Delaunay, Bruno Tocanne), Agapes (Disque d'émoi - Jazz Magazine)
- 1995 : Odessa[19] (Bruno Tocanne Réunion), Quoi de Neuf
- 1992 : Funerals, Sophia Domancich Trio, Gimini
- 1991 : Hors Série, quartet Domancich, Sellam, Saulnier, Tocanne (Caravan)